# Metro (Oregon)

A szervezet logója

A Metro a portlandi agglomeráció oregoni területeinek (Clackamas, Multnomah és Washington megyék) regionális kormányzata, amely a térség hulladékkezeléséért, közlekedéséért, parkjaiért és más szolgáltatásaiért (például állatkert és kongresszusi központ) felel, emellett a hajléktalan-ellátásra és a megfizethető lakhatásra szánt források kezeléséről is gondoskodik. Az USA egyetlen olyan regionális tervezési szerve, melynek tagjait közvetlenül választják.

## Története
A Metro a Városi Szolgáltatási Körzet és a Columbia Régió Önkormányzatainak Szövetsége jogutódja. A szervezetet az 1979. január 1-jei népszavazás hozta létre. 1992-ben a szavazók döntésével felvette mai nevét és elsődleges feladata a várostervezés és a környezetvédelem lett. 2000 novemberében 26–10 arányban elfogadták az új alapszabályt, ami 2003. januárban lépett életbe; a változtatás felszámolta az ügyvezetői pozíciót és helyette létrehozta a tanácstagok által választott tanácselnökét. 2003 januárja és 2010 szeptembere között az első elnök David Bragdon volt.
Feladatköre idővel kibővült: 1994-ben a Glendoover golfpálya, az Expo Center, a regionális parkok és a telepesek temetőinek üzemeltetését is átvette Multnomah megyétől. 1989-ben Portland városa átadta előadó-művészeti létesítményeinek üzemeltetési jogát.
2020 májusában szavazást tartottak a hajléktalanellátás költségvetésének 520 millió dollárral való növeléséről. A 2021 januárjában életbe lépett tervezet szerint az évente 125 ezer dollárnál többet kereső egyedülállóknak, valamint az évi kétszázezer dollárnál többet kereső pároknak egy százalékos jövedelemadót, az évente több mint ötmillió dollár bevételű vállalkozásoknak pedig öt százalékos iparűzési adót kell fizetniük.

## Feladatai

### Hulladékkezelés
A hulladékkezelési csoport az illegálisan lerakott szemét (például bútorok, veszélyes hulladék, építési törmelék) elszállításával foglalkozik.

### Tervezés
Feladata a városi és vidéki területeket elválasztó növekedési zóna fenntartása, a városszétfolyás megakadályozása. A várossal és a környező megyékkel való együttműködés során húsz évre elegendő beépíthető területet biztosít. Felel a térség közlekedésfejlesztéséért.
A csoport üzemelteti a földhivatali nyilvántartást és a földrajzi információs rendszert, emellett 653 millió dollárnyi kötvényt tart a megfizethető lakhatásra.

### Fenntartás
A fenntartási csoport felelős a Portlandben és környékén található közel 6900 hektárnyi nemzeti park, természetvédelmi terület és golfpálya felügyeletéért. A felszámolás alatt álló St. Johns szeméttelep mellett kettő működőt is fenntart, emellett a térség magántulajdonú szemétátrakóit is kezeli.
Szintén a csoport tartja fenn a kongresszusi központot, az állami állatkertet, a portlandi művészeti központot és az Expo Centert. Szükség esetén jogában áll a TriMet üzemeltetési feladatait átvenni.

## Hatóköre
A Metro hatóköre Portland mellett a térség többi városára és településére is kiterjed. A 2020. évi népszámlálás alapján az egyes körzetek lakossága körülbelül 248 ezer fő.
| Körzet | Lefedettség |
| ------ | --- |
| 1      | Boring, Damascus, Fairview, Gresham, valamint Portland és Happy Valley keleti területei |
| 2      | Clackamas megye önkormányzat nélküli területei, Stafford, Dunthorpe, Gladstone, Happy Valley területeinek többsége, Johnson City, Lake Oswego, Milwaukie, Oregon City, Délnyugat-Portland egy része, Rivergrove és West Linn |
| 3      | Beaverton többsége, West Slope és Raleigh Hills egyes körzetei, Bull Mountain, Durham, Garden Home–Whitford, King City, Metzger, Sherwood, Tigard, Tualatin, Wilsonville                                                     |
| 4      | Washington megye északi része, Aloha, Nyugat-Beaverton, Bonny Slope, Cedar Hills, Cornelius, Forest Grove, Hillsboro, Bethany és Cedar Mill többsége, valamint Raleigh Hills és West Slope egyes részei                      |
| 5      | Észak- és Északnyugat-Portland egésze, valamint Északkelet-, Délkelet-, Dél- és Délnyugat-Portland egy része (köztük a belváros), Maywood Park, West Haven–Sylvan, valamint részben Washington megye, Bethany és Cedar Mill  |
| 6      | Dél-, Délnyugat-, Délkelet- és Északkelet-Portland, valamint Raleigh Hills és West Slope egy része |

## Fordítás
- Ez a szócikk részben vagy egészben  a   Metro (Oregon regional government) című angol Wikipédia-szócikk fordításán alapul.  Az eredeti cikk szerkesztőit annak laptörténete sorolja fel. Ez a jelzés csupán a megfogalmazás eredetét és a szerzői jogokat jelzi, nem szolgál a cikkben szereplő információk forrásmegjelöléseként.